# Sun Goes Down (canção de Lil Nas X)
"Sun Goes Down" (estilizado como "SUN GOES DOWN") é uma canção do rapper americano Lil Nas X.

## Tabelas musicais
| Paradas (2021)                     | Melhor posição |
| ---------------------------------- | -------------- |
| Austrália (ARIA)                   | 82             |
| Bélgica (Ultratop R&B/Hip-hop)     | 30             |
| Canadá (Canadian Hot 100)          | 41             |
| França (SNEP)                      | 150            |
| Mundo (Billboard Global 200)       | 47             |
| Irlanda (IRMA)                     | 35             |
| Lituânia (AGATA)                   | 91             |
| Nova Zelândia (RMNZ)               | 6              |
| Portugal (AFP)                     | 71             |
| Suécia (Sverigetopplistan)         | 88             |
| Suíça (Schweizer Hitparade)        | 85             |
| Reino Unido (UK Singles Chart)     | 42             |
| Estados Unidos (Billboard Hot 100) | 66             |

## Históricos de lançamentos
| Região | Data               | Formato(s)                 | Versão   | Gravadora | Ref.   |
| ------ | ------------------ | -------------------------- | -------- | --------- | ------ |
| Mundo  | 21 de maio de 2021 | Download digital streaming | Original | Columbia  | [ 14 ] |